# Aeroporto di Craiova
L'Aeroporto di Craiova. (IATA: CRA, ICAO: LRCV) è un aeroporto rumeno situato a Craiova, nel Distretto di Dolj, 7 km ad est dal centro cittadino. La struttura, posta all'altitudine di 191 m (626 ft), è costituita da un terminal passeggeri ed una torre di controllo ed è dotata di una pista d'atterraggio con fondo in calcestruzzo lunga 2 500 m e larga 60 m con orientamento 09/27.
L'aeroporto, gestito dal consiglio distrettuale di Dolj, è di tipologia mista, civile e militare, sede di un reparto dell'aeronautica militare, ed è aperto al traffico commerciale. La struttura inoltre è sede dell'azienda aeronautica Avioane Craiova S.A. (già IRAv Craiova).